# Kildonan Dun

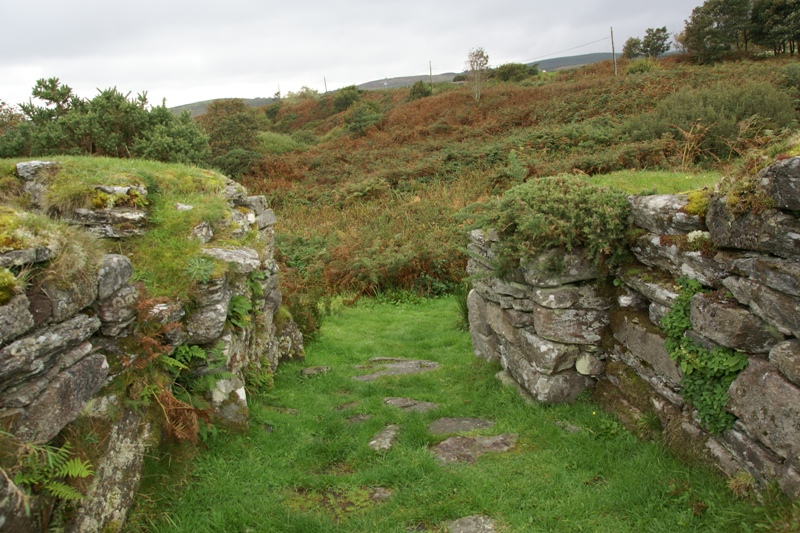
De ingang van de dun van binnenuit gezien. De uitstekende muren aan weerszijden zijn de zogenaamde door checks. De gaten in de muur ervoor, de bar holes, dienden om een balk in te plaatsen om de houten deur te sluiten.

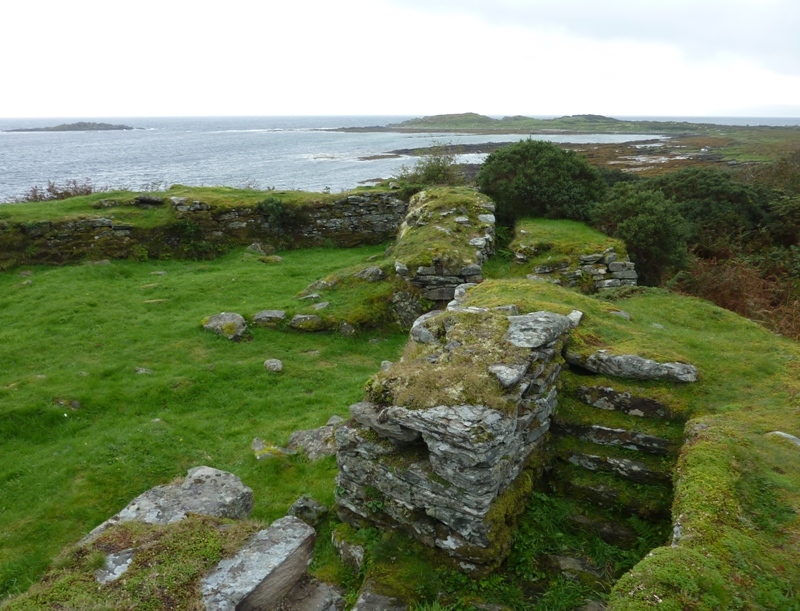
De westelijke muur bevat twee trappen. Erachter bevindt zich de ingang tot de dun.

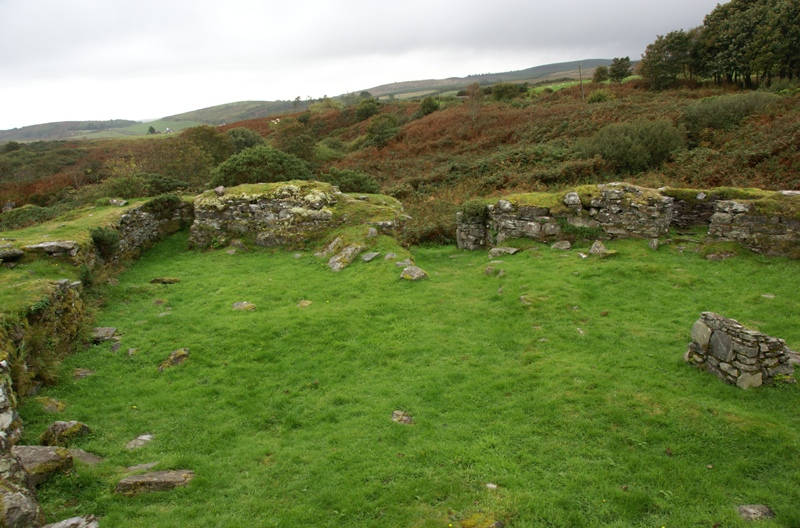
Het interieur van Kildonan Dun, kijkende naar de ingang. De opening rechts van de ingang leidt naar de trappen.

Kildonan Dun, ook Kildonan Bay Dun genoemd, is een dun, acht kilometer ten noordoosten van Campbeltown gelegen en 3,5 kilometer ten zuiden van Saddell op het schiereiland Kintyre in de Schotse regio Argyll and Bute.

## Periode
Kildonan Dun is gebouwd in de eerste eeuw of tweede eeuw.
In de negende eeuw werd Kildonan Dun opnieuw bewoond en wellicht herbouwd.
In de periode tussen de late twaalfde eeuw en de vroege veertiende eeuw werd de dun wederom opnieuw bewoond.
Kildonan Dun is archeologisch onderzocht tussen 1936 en 1938 en in 1984. Hierbij is aardewerk gevonden alsmede verscheidene metalen objecten.

## Bouw
Kildonan Dun ligt aan de westzijde van Kildonan Bay. Kildonan Dun heeft een D-vormige plattegrond waarbij de rechte kant noordwest-zuidoost loopt. De vorm van de dun is deels bepaald door de vorm van de rots waarop de dun is gebouwd.
Kildonan Dun meet 19 bij 13 meter binnen de muren. Deze muren halen een hoogte van 1,2 meter aan alle zijden behalve aan de noordzijde waar de muur een hoogte van twee meter haalt. De muren variëren in dikte van 1,5 meter tot 4,3 meter.
De ingang tot de dun bevindt zich aan de zuidwestelijke zijde. De ingang is voorzien van een zogenaamde door check, waartegen een houten deur was geplaatst, en bar holes, waar een balk inging waarmee de toegang werd vergrendeld.
De muur aan de zuidzijde van de ingang bestaat uit twee wanden van verschillende dikte; vermoedelijk is een van de twee wanden later geplaatst om de stabiliteit van de dun te vergroten.
In de westelijke muur bevindt zich een ruimte in de muur met een dubbele trap, de ene is gericht naar het zuiden, de andere naar het noorden. De zuidelijke trap bestaat nog uit negen treden, de noordelijke trap uit veertien treden. De trappen zouden naar de top van de muur geleid kunnen hebben.
In de muur aan de noordoostelijke zijde bevindt zich een intramurale cel.

## Beheer
Kildonan Dun wordt beheerd door de Forestry Commission.